# منظمة الصليب الأخضر الدولية
منظمة الصليب الأخضر الدولية هي منظمة بيئية غير حكومية أنشأها في جنيف بسويسرا عام 1993 الزعيم السوفييتي السابق ميخائيل جورباتشوف، وذلك استناداً على أعمال قمة الأرض التي انعقدت في ريو دي جانيرو بالبرازيل عام 1992.
تعمل المنظمة على دراسة مشكلات البيئة وتقديم دراسات عن الحلول الممكنة، وقد نجحت في أن تضم إلى عضويتها ثلاثين منظمة دولية أخرى ذات صلة بتلك القضايا، كما حصلت على صفة استشاري لدى الأمم المتحدة ومجلس أوروبا.

## مقالات ذات صلة
- قائمة المنظمات الدولية غير الحكومية
- السلام الأخضر